# Antonio Caronia
Antonio Caronia (Genova, 1944 – Milano, 30 gennaio 2013) è stato un critico letterario italiano, figura di spicco della critica letteraria fantascientifica fra gli anni settanta e ottanta.

## Biografia
Laureato in matematica con una tesi su Noam Chomsky, dal 1964 al 1977 svolge un'intensa attività politica militando prima nel PSI, poi nella Lega comunista rivoluzionaria IV internazionale, dove inizia la sua carriera di intellettuale dirigendo per due anni la rivista Bandiera Rossa.

### Un'ambigua utopia
Nel 1978 nasce in lui l'interesse per la fantascienza, aderendo al collettivo milanese Un'ambigua utopia, ispirato fin dal nome al romanzo di Ursula K. Le Guin I reietti dell'altro pianeta, di cui un'ambigua utopia è il sottotitolo. Nel collettivo partecipa oltre che alla rivista omonima, anche alle numerose attività che il gruppo organizza.

### Collaborazioni con riviste
Dalla metà degli anni ottanta collabora come giornalista pubblicista a numerose riviste come Linus, Corto Maltese, il manifesto, Videomagazine, Virtual, Isaac Asimov's Science Fiction Magazine, Virus mutations, Cyberzone, Millepiani Linea d'ombra, Pulp Libri, Flesh Out, Digicult.
Collabora inoltre alla stesura di testi per MediaMente, trasmissione televisiva dedicata al mondo delle nuove tecnologie, prodotta da RAI Educational e condotta da Carlo Massarini.
Pubblica commenti, articoli, brevi riflessioni su Liberazione e Il manifesto. È stato inoltre direttore assieme a Daniele Brolli della rivista Alphaville. Sempre dagli anni novanta collabora con la Mimesis Edizioni come autore, consulente editoriale e direttore di due collane: "Postumani" e "Fantascienza e società" (assieme a Domenico Gallo).
Nel 2007 partecipa al Film Festival Visionaria proiettando sotto il titolo di Città immateriali vari cortometraggi realizzati dalle accademie milanesi Accademia di Brera e NABA - Nuova Accademia di Belle Arti, a cui segue un convegno collegato con il nuovo cyber fenomeno Second Life, sul quale si svolgeva il festival in forma virtuale in contemporanea con Piombino.

### Attività accademica
È stato per diversi anni docente di Comunicazione all'Accademia di Brera. Ha partecipato in prima persona alla Scuola di media design & arti multimediali della Nuova accademia di belle arti di Milano, NABA, con la titolarità della cattedra in Estetica dei media al diploma triennale omonimo e della cattedra di Culture digitali alla laurea di specializzazione in Film & new media. Inoltre, è stato direttore di ricerca del programma di Ph.D Planetary Collegium M-Node.
Muore a Milano, dopo una breve malattia, il 30 gennaio 2013, all'età di 69 anni.

## Opere
- Nei labirinti della fantascienza, guida critica, a cura del collettivo "Un'ambigua utopia", Feltrinelli, Milano, 1979
- Il cyborg. Saggio sull'uomo artificiale, Theoria, Roma, 1985
- Digitare se stessi. Il nuovo ‘spazio interno’ in Neuromante di William Gibson; La città e le stelle n. 6, 1987 (ristampato in A.C., Archeologie del virtuale, ombre corte, Verona 2001)
- Variazioni Cosmiche. La fantascienza fra letteratura e immagine, Editrice Nord, Milano, 1988
- I cowboy del computer, L'europeo n. 31, 1990
- Alieni nello spazio qualunque, Il Manifesto, 1990
- Volando volando nella fantasia, La Gazzetta del Mezzogiorno (supplemento Più, Anno II N.5, agosto 1992)
- Philip K. Dick, Attenzione polizia!, Telemaco, 1992
- Sarà virtuale ma è già arte, L'europeo n. 18, 1992
- Cyberpunk: istruzioni per l'uso, Stampe Alternative, Viterbo, 1995
- Il corpo virtuale. Dal corpo robotizzato al corpo disseminato nelle reti, Muzzio, 1996
- Houdini e Faust: breve storia del cyberpunk, Baldini e Castoldi, Milano, 1997, con Domenico Gallo
- Archeologie del virtuale. Teorie, scritture, schermi, Ombre Corte, 2001
- Il cyborg. Saggio sull'uomo artificiale, Milano, ShaKe, 2008, ISBN 978-88-88865-50-8. Ospitato su Google Libri.
- Cyborg. La carne e il metallo, Comma 22, 2005, con Franco Berardi e Fabio Zucchella
- La macchina della paranoia. Enciclopedia dickiana (PDF), Milano, X Book, 2006, ISBN 88-95029-09-7. URL consultato il 28 ottobre 2023 (archiviato il 23 settembre 2010). (Con Domenico Gallo)
- L'arte nell'era della producibilità digitale, a cura di Antonio Caronia, Enrico Livraghi, Simona Pezzano, Mimesis Edizioni, 2007
- Un'ambigua utopia a cura di Antonio Caronia e Giuliano Spagnul, Mimesis Edizioni, 2009
- Filosofie di Avatar. Immaginari, soggettività, politiche, a cura di Antonio Caronia e Antonio Tursi, Mimesi edizioni, 2010
- Virtuale, Mimesis Edizioni, 2010
- Žižek presenta Trockij. Terrorismo e comunismo, a cura di Antonio Caronia, Mimesis Edizioni, 2011
- L'oro nero dei Moratti. Oil secondo tempo, Edizioni Bepress, 2011, con Massimiliano Mazzotta (con il DVD del film documentario Oil)
- Nei labirinti della fantascienza, a cura di Antonio Caronia e Giuliano Spagnul, Mimesis Edizioni, 2012
- Dal cyborg al postumano. Biopolitica del corpo artificiale, Meltemi edizioni, Milano, 2020